# Gazette littéraire de Montréal

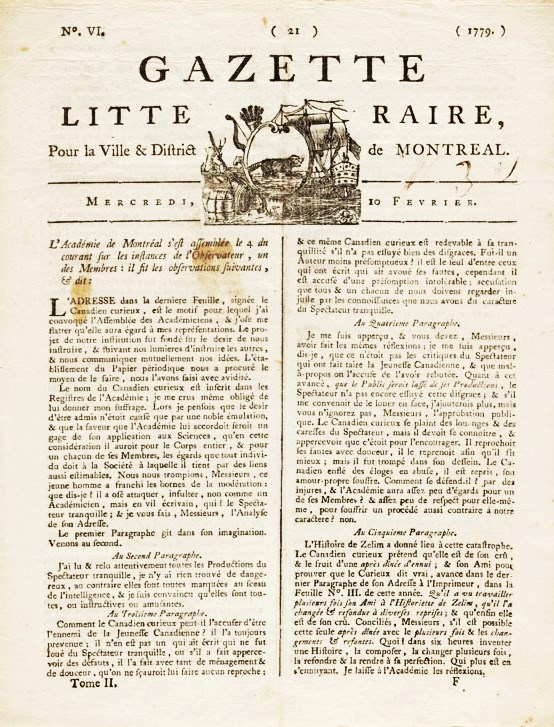
10 février 1779

La Gazette littéraire de Montréal est un périodique publié à Montréal durant les années 1778 et 1779, fondé par l'imprimeur Fleury Mesplet et plus tard rejoint par l'avocat Valentin Jautard. Le premier numéro parait le 3 juin 1778, alors sous le nom de Gazette du Commerce et Littéraire Pour la Ville et District de Montréal. 
Sa dernière parution date du 2 juin 1779 alors que la revue est interdite de publication et ses éditeurs arrêtés pour avoir tenté d'agiter le peuple en faveur de la cause américaine durant la Guerre d'indépendance des États-Unis. Le motif d'arrestation évoqué par les autorités alors britanniques est « sédition ».
Bernard Andrès se questionne à propos de ce périodique : « Alors que la province ne dispose que depuis peu de presses, que l’enseignement est déficient et que l’espace public se met seulement en place, les animateurs de cette gazette ne fantasment-ils pas ici une République des lettres sur le modèle européen » ?